# 重田園子
重田　園子（しげた　そのか、1962年 - ）日本の古代美術家。
行動美術協会 会友(2001/09)　

## 経歴
油絵具・和紙・版画・日本画・ガラス材料や、染色を多用したミクストメディア　また、詩とともに表現することを特徴とする。
中国山東省出身。武蔵野美術大学長期大学部武術科へ入学。武蔵野鬱大学造形学部油絵学科に編入学・卒業。
小学校教員免許、中学校・高等学校教員免許(美術)

## 略歴
- 1997年：　二紀展　入選
- 2009年：　個展　ゆう画廊
- 2010年：　個展　ゆう画廊
- 2011年：　第24回全国和紙画展アート部門　幸福なる花の舞Ⅰ・Ⅱ入選
- 2011年：　個展　ゆう画廊
- 2012年：　第18回 鹿沼市立川上澄生美術館木版画大賞展　窓のメモリィ入選
- 2013年：　世界絵画大賞展　入選
- 2013年：　個展　ゆう画廊
- 2016年：　山口ムサビ展（主催：武蔵野美術大学校友会山口支部）以降毎年出展
- 2017年：　第30回 日本の自然を描く展　佳作賞・入選
- 2018年：　個展　ゆう画廊
- 2019年：　第10回行動美術Tokyo展(初出品)　一般の部　奨励賞
- 2019年：　第74回行動展(初出品)　一般の部新人賞
- 2020年：　第1回行動美術受賞作家選抜展(第74回行動展受賞者展出品)
- 2020年：　第10回行動美術Tokyo展受賞者展出品　ゆう画廊
- 2021年：　第12回行動美術Tokyo展　一般の部奨励賞
- 2021年：　第76回行動展一般の部2点入選　1点がSOMPO美術館賞受賞　会友推挙